# Mistrzostwa Polski Juniorów w Saneczkarstwie 2018 (tory naturalne)
Mistrzostwa Polski Juniorów w saneczkarstwie na torach naturalnych 2018 zostały rozegrane w dniach 26–27 marca 2018 roku w Szelmencie. W konkurencji jedynek kobiet zwyciężyła Julia Płowy, natomiast w konkurencji mężczyzn złoto zdobył Patryk Budny, srebro Mateusz Zuber i brąz Marcin Sitkowski. W dwójkach zwyciężyli Patryk Budny i Kacper Pietraszko. Drużynowo najlepszy okazał się KSS Beskidy Bielsko-Biała w składzie Kacper Pietraszko, Julia Płowy.